# Enchenopa multicarinata
Enchenopa multicarinata är en insektsart som beskrevs av Fowler. Enchenopa multicarinata ingår i släktet Enchenopa och familjen hornstritar. Inga underarter finns listade i Catalogue of Life.